# Kalevi Kärkinen
Kalevi Antero Kärkinen född 15 augusti 1934 i Helsingfors, död 8 april 2004 i Lahtis, var en finländsk backhoppare. Han representerade Lahden Hiihtoseura.

## Karriär
Kalevi Kärkinen blev känd internationellt då han deltog i Skid-VM på hemmaplan i Lahtis 1958. Han delade niondeplatsen i backhoppningen med Nikolaj Kamenskij och Nikolaj Sjamov från Sovjetunionen. Tävlingen vanns av Kalevis äldre bror, Juhani Kärkinen, före Ensio Hyytiä som säkrade en dubbel för Finland. Helmut Recknagel från Östtyskland vann bronset 1,0 poäng efter Hyytiä.
1959 startade Kärkinen i Papoose Peak Jumps, den nya olympiabacken i Squaw Valley i USA. Kalevi Kärkinen blev den första att sätta backrekord i olympiabacken då han hoppade 85,5 meter året innan de olympiska spelen 1960. 
Kärkinen deltog i tysk-österrikiska backhopparveckan säsongen 1960/1961. Kalevi Kärkinen blev nummer tre i öppningstävlingen i Schattenbergschanze i Oberstdorf i Västtyskland. Hans bror, Juhani, vann tävlingen före Kjell Sjöberg från Sverige. I nyårstävlingen i Große Olympiaschanze i Garmisch-Partenkirchen blev han nummer 22, men kom tillbaks och vann tredje tävlingen, i Bergiselschanze i Innsbruck i Österrike före Helmut Recknagel och hemmafavoriten Otto Leodolter. I avslutningstävlingen i Paul-Ausserleitner-Schanze i Bischofshofen blev han nummer tre. Recknagel vann före Leodolter och Kärkinen båda i sista deltävlingen och sammanlagt. Recknagel var 7,7 poäng före Leodolter sammanlagt och 61,6 poäng före lillebror Kärkinen. Juhani Kärkinen blev nummer 5 sammanlagt.

### Fotnoter
1. ↑  FIS databas, FIS-backhoppar-ID: 29419, läst: 26 april 2022.[källa från Wikidata]